# 藤澤宿

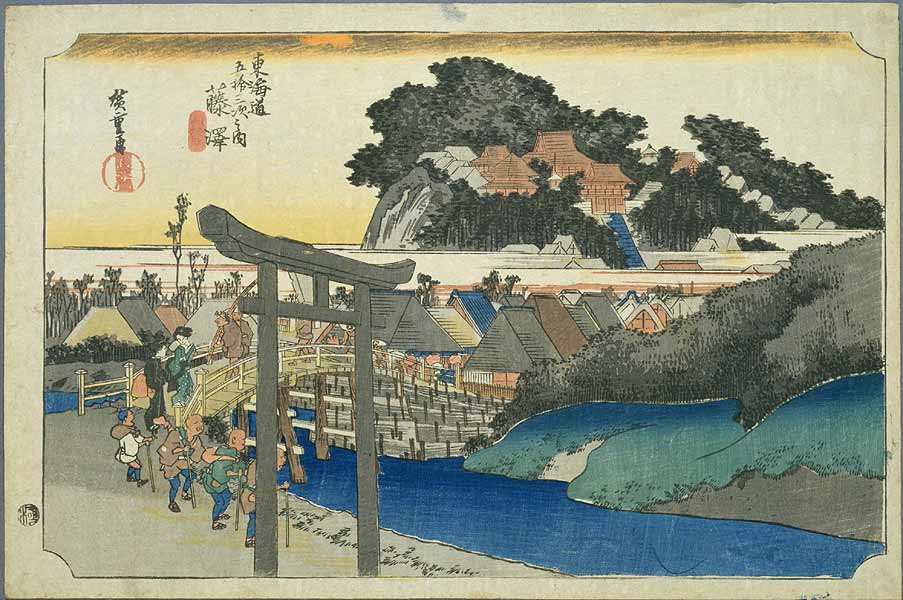
藤澤宿（歌川廣重《東海道五十三次》）

藤澤宿（日语：藤沢宿、ふじさわしゅく）是東海道五十三次第六個宿場。這一宿場設置於1601年，最初是東海道第四個宿場。德川將軍家的住宿設施藤澤御殿亦位於這裡。

## 外部連結
- 浮世絵に描かれた藤沢宿 （页面存档备份，存于）
- 藤沢宿を馬で通行する外国人（浮世絵） （页面存档备份，存于）
- 小川泰二『我がすむ里』文政13年（1830年）・平野道治『鶏肋温故』天保13年（1842年） （页面存档备份，存于）
- 藤沢市ふじさわ宿交流館 （页面存档备份，存于）

35°20′51.9″N 139°28′58.6″E / 35.347750°N 139.482944°E